# Вальки
Вальки́ (лат. Prosopium) — род лучепёрых рыб из семейства лососёвых (Salmonidae).
В некоторых классификациях включается в состав рода сиг (Coregonus).
Включает следующие виды:
- Озёрный валёк (Prosopium abyssicola (Snyder)) или глубоководный валёк
- Карликовый валёк (Prosopium coulteri (Eigenmann et Eigenmann, 1892))
- Обыкновенный валёк (Prosopium cylindraceum (Pallas et Pennant)) или конёк
- Ряпушковидный валёк (Prosopium gemmiferum (Snyder))
- Бонневильский валёк (Prosopium spilonotus (Snyder))
- Горный валёк (Prosopium williamsoni (Girard))

Все виды встречаются в реках Северной Америки, обыкновенный валёк распространён также в Евразии, а карликовый валёк встречается на Чукотке. При этом три вида: озёрный, бонневильский и ряпушковидный — эндемики Медвежьего озера (Bear Lake), находящегося в США на границе штатов Юта и Айдахо.